# Rapaics Rajmund (egyháztörténész)
Rapaics Rajmund, olykor Rapaics Raymund formában is (Milánó, 1845. január 1. – Eger, 1909. szeptember 25.) egyházi író, egri kanonok, budapesti egyetemi hittanár.

## Élete
Olasz származású apja, aki a magyar szabadságharcban vitézül küzdött, később mint Heves vármegye főpénztárnoka Egerbe tette át lakását; itt végezte fia a középiskolát mint Foglárintézeti növendék és 1859-ben a papnevelő intézetbe lépett. A bölcseleti osztályok elvégzése után Bartakovics érsek 1862-ben a pesti központi papnevelőbe küldte, ahol teológiát tanult, innét négy év múlva a bécsi Szent Ágostonról nevezett magasabb papképző intézetbe ment.
1868-ban miséspappá szentelték. 1869-ben teológiai doktor lett, majd hitoktató volt Nyíregyházán, 1870-80-ban az egri érseki líceumban az egyháztörténelem és egyházjog tanára. 1873-ban főpásztora egyszersmind házasságvédővé, 1875-ben papnevelő-intézeti aligazgatóvá és zsinati vizsgálóvá nevezte ki.
1879-ben a király udvari kápláni címet adományozott neki, míg a budapesti egyetem hittani kara a bekebelezett doktorok sorába iktatta. 1880-tól a budapesti egyetemen az egyháztörténelmet adta elő; 1884-85-ben és 1885-1889-ben dékáni tisztet viselt.
1900. június 8-án egyetemi rektorrá választották. 1903 decemberében kinevezték egri kanonoknak. Tagja volt a vatikáni magyar okirattár szerkesztő-bizottságának, a Szent István Társulat tudományos és irodalmi osztályában pedig mint szakosztályi másodelőadó működött.

## Irodalmi munkássága
1872-1880-ben szerkesztője volt az Egri Egyházmegyei Közlönynek, amelyben és a Religio, Egri Népújság stb. lapokban számos értekezést, költeményt stb. közölt.

## Művei
- Egyetemes egyháztörténelem. Kútfők és jelesebb szerzők nyomán. Eger, 1879-89. Három kötet (I. Keresztény ó-kor, 1879. II. Középkor, 1881. III. Ujkor 1. rész. A reformácziótól a franczia forradalomig 1886., 2. rész. A franczia forradalomtól napjainkig, 1889 (Ism. M. Sion 1878., 1881., 1886., Kath. Szemle, 1889)
- Beszéd, melyet az 1884-85. egyetemi tanév megnyitásakor mondott. Uo. 1884.) Acta reg. scient. universitatis Budapestiensis. Fasc. I.).
- Egyháztörténelmi emlékek a magyarországi hitújítás korából. Uo. 1902. I. kötet. 1520-1529 (Bunyitai Vinczével és Karácsonyi Jánossal együtt) Online